# 本気でほんま!西川のりおです
本気でほんま! 西川のりおです（ほんきでほんま にしかわのりおです）は、かつてラジオ大阪の平日朝の時間帯で、1989年4月3日から1991年10月4日まで放送された、西川のりおのパーソナリティによるワイドラジオ番組である。

## 概要
放送時間は平日（月曜日〜金曜日）朝9:00〜11:00。当時MBSヤングタウン日曜日（MBSラジオ）などラジオでは夜の番組の出演が多かった西川のりおが初めて朝ワイドに登場、夜の番組の勢いそのままでニュース、世相、日常などの話題に切り込むという番組として放送されていた。主婦層を主な対象リスナー層としていたことで、本番組のキャッチフレーズは「奥さんの味方です」。情報コーナーの他、音楽・リクエストコーナー、電話トークコーナー、バラエティコーナーなどで構成されていた。
1990年4月29日には、三重県の東青山四季のさとで本番組のイベント『大爆笑！春の面白ゲーム大会』が約1500人のファン、リスナーを集めて開催された。ゲームは「ラグビーボール転がし」などが行われた。

## パーソナリティ
- 西川のりお （メイン）
- 佐野澄子 （初代アシスタント、1989年4月〜1990年3月）
- 薗田涼子 （2代目アシスタント、1990年4月〜1991年10月）

## タイムテーブル
- 9:00 - オープニング
- 9:10 - のりおのスポーツ三面記事 → のりおのおもいっきり三面記事
- 9:25 - アメダス天気予報
- 9:30 - 交通情報
- 9:32 - この人・この歌
- 9:40 - 気ままに電話
- 9:55 - とれとれ情報「市場のお時さん・青果情報」（1990年3月まで）
- 10:00 - ニュース・天気予報・交通情報
- 10:05 - グリーン110番（大阪府警察）
- 10:10
  - この人・この歌 （1990年3月まで）
  - カゴメおかわりリクエスト （1990年4月から）
- 10:20 - 赤ちゃんバンザイ
- 10:25 - 恵美子の古今東西（上沼恵美子）
- 10:30 - 交通情報
- 10:32 - 住まいの何でも110番（大阪ガス）
- 10:40
  - フック・キックのお元気ですか奥さん （1990年3月まで）
  - タージンの出前おじゃマイク （1990年4月から）
- 10:45 - ラジオショッピング